# Hugh le Despenser, 1. Baron le Despenser († 1265)

Das Wappen der Despensers.

Hugh le Despenser, 1. Baron le Despenser (auch Sir Hugh Despenser) (* um 1223; † 4. August 1265 bei Evesham) war ein englischer Adliger und Rebell. Er war der letzte Chief Justiciar Englands.

## Herkunft und Jugend
Hugh Despenser war der älteste Sohn seines gleichnamigen Vaters Hugh Despenser, der ein erblicher Amtsträger von Ranulf de Blondeville, 4. Earl of Chester war und zudem hoch in der Gunst von König Heinrich III. stand. Beim Tod seines Vaters 1238 war Hugh noch minderjährig, so dass sein Onkel Geoffrey Despenser sein Vormund wurde, zudem erlaubte der König aus Dank für die Dienste seines Vaters, dass Hugh für eine Heirat keine Erlaubnis des Königs benötigte. Nach seiner Volljährigkeit trat er das Erbe seines Vaters an, das Besitzungen vor allem in Leicestershire umfasste. Vermutlich Anfang 1245 wurde er zum Ritter geschlagen, wozu ihm der König zwei Fässer Wein schenkte. Auch in den nächsten Jahren erhielt Despenser wiederholt königliche Gunstbeweise.
1255 wurde Despenser für fünf Jahre zum Constable des königlichen Horston Castle in Derbyshire ernannt. Von April bis September 1257 gehörte er zum Gefolge von Richard von Cornwall, dem jüngeren Bruder des Königs, als dieser nach Aachen reiste, wo er zum römisch-deutschen König gekrönt wurde. Spätestens seit 1256 war Despenser mit Simon de Montfort, 6. Earl of Leicester befreundet, als die beiden zusammen mit anderen Baronen die Heirat des minderjährigen Henry de Lacy mit Margaret Longespée, 4. Countess of Salisbury vereinbarten.

## Anschluss an die Adelsopposition gegen den König und Aufstieg zum Justiciar
Als es im April 1258 zu einer Rebellion der Barone gegen Heinrich III. kam, war Montfort einer der Führer der Adelsopposition. Despenser wurde zu einem der zwölf Vertreter der Adelsopposition gewählt, die mit ein Reformprogramm der Herrschaft des Königs ausarbeiten sollten. Nachdem dieses Programm, die Provisions of Oxford vom Parlament im Juni 1258 beschlossen worden war, wurde Despenser zu einem der zwölf Vertreter der Barone im Parlament gewählt. Dazu wurde er als Constable von Horston bestätigt.
Anfang 1260 heiratete Despenser Alina Basset, eine Tochter von Philip Basset, der ebenfalls an den Heiratsverhandlungen des Lacy-Erben beteiligt gewesen war und ebenfalls zu den Vertretern der Barone im Parlament gehörte. Während des andauernden Konfliktes mit dem König neigte Basset jedoch zunehmend zur Partei des Königs. Despenser wurde im August 1260 zu einer Ratsversammlung nach London berufen, zu der Anhänger Montforts ausdrücklich nicht eingeladen worden waren. Im folgenden Monat gehörte er zum Gefolge des Thronfolgers Lord Eduard. Aus ungeklärten Gründen hatte Despenser sein Amt als Richter für Wiltshire, Oxfordshire und Berkshire nicht wahrgenommen, das ihm im November 1259 übertragen worden war. Dennoch wurde er um den 20. Oktober 1260 von einem fünfköpfigen Ausschuss des Staatsrats anstelle des königlichen Kandidaten als Nachfolger von Hugh Bigod zum neuen Justiciar gewählt. Zugleich wurde er Keeper of the Tower. Dadurch wurde Despenser Leiter der Verwaltung und der Justiz der königlichen Regierung, für seine Ämter erhielt er ein Jahresgehalt von 1000 Mark. Heinrich III. beschwerte sich jedoch, dass die von den Baronen eingesetzten Beamten wie Despenser für ihre Ämter völlig ungeeignet seien. Davon ungeachtet, übernahm Despenser nicht alle Aufgaben seines überforderten Vorgängers. Im Winter 1260 bis 1261 befasste er sich beispielsweise vor allem mit Rechtsfällen aus Sussex. Zusammen mit seinem Schwiegervater Philip Basset gehörte Despenser im Dezember 1260 zum Haushalt des Königs. Als der König jedoch versuchte, die Provisions of Oxford zu widerrufen, entließ er um den 12. Juni 1261 Despenser als Justiciar und als Keeper of the Tower. Despenser protestierte gegen die Entlassung, da er nicht durch das Parlament entlassen worden war, dennoch musste er das Amt schließlich seinem Schwiegervater Basset übergeben, der neuer Justiciar wurde. Despenser galt inzwischen als entschiedener Anhänger der Adelsopposition und gehörte deshalb nicht zu den Kronvasallen, die der König im Oktober 1261 nach London berief. Im Juni 1262 musste er sein Amt als Constable von Horston abgeben. Ab diesem Zeitpunkt war die Familie politisch unversöhnlich gespalten. Während Despensers Schwiegervater Basset auf der Seite des Königs stand, gehörte Despenser zusammen mit seinem Cousin John Despenser, seinem Schwager John fitz John und dessen Halbbruder Roger de St John, der vermutlich mit Despensers Schwester verheiratet war, zur Adelsopposition unter Simon de Montfort. 

## Erneuter Dienst als Justiciar und Rolle während des Kriegs der Barone
Als Montfort 1263 erneut die Regierung übernahm, löste Despenser zwischen dem 15. und 18. Juli seinen Schwiegervater wieder als Justiciar und als Keeper of the Tower ab. Als der König zu Verhandlungen nach Frankreich reiste, diente Despenser während seiner Abwesenheit vom 23. September bis zum 7. Oktober als Regent von England. Nachdem es Ende Oktober 1263 zu Unruhen in England gekommen war, legte Despenser sein Amt als Justiciar nieder, blieb aber vermutlich Verwalter des Tower. Er gehörte zu den Baronen, die am 13. Dezember zustimmten, einen Schiedsspruch des französischen Königs Ludwig IX. über die Gültigkeit der Provisions of Oxford zu akzeptieren. Als dieser jedoch im Mise of Amiens die Gültigkeit der Provisions verneinte, begann Montfort einen offenen Bürgerkrieg, den Zweiten Krieg der Barone. Despenser führte dabei im März 1264 als Keeper of the Tower einen Mob von Londoner Bürgern, die das Gut von Richard von Cornwall in Isleworth bei London plünderten. Als im April Anhänger der Barone unter der Führung seines Schwagers John fitz John die Häuser der Londoner Juden plünderten und dabei zahlreiche Juden ermordeten, gewährte Despenser den Juden im Tower of London Zuflucht. Am 14. Mai 1264 gehörte Despenser zu den Führern der Rebellenarmee, die das königliche Heer in der Schlacht von Lewes entscheidend schlugen. Dabei nahm er seinen verwundeten Schwiegervater Basset gefangen. Basset blieb in Gefangenschaft der Barone, doch seine Schwiegersöhne sorgten zweifellos dafür, dass er Anfang Juni Wildbret und andere Speisen erhielt. Despenser erreichte auch, dass sein Cousin John Despenser freikam, der Anfang April bei der Eroberung von Northampton in die Gefangenschaft des Königs geraten war.
Nach der Schlacht von Lewes übernahm Montfort erneut die Herrschaft über England. Despenser übernahm wieder das Amt des Justiciars. Obwohl er formell nicht dem neunköpfigen Staatsrat angehörte, wurde Despenser zu einem führenden Mitglied der Regierung. Er nahm an den Beratungen des Staatsrats sowie an den Parlamenten teil und bezeugte zahlreiche Urkunden. Sowohl bei der Amtseinführung von Henry, dem Prior von St Radegund am 3. November 1264 als Treasurer und von Thomas de Cantilupe am 25. Februar 1265 als Lordkanzler war er anwesend. Als Cantilupe am 7. Mai 1265 auf die Ausübung seines Amtes verzichtete, aber dennoch offiziell Kanzler blieb, war Despenser bei ihm in Hereford.
Als Justiciar koordinierte Despenser die Verteidigung Englands. Obwohl der König, der Thronfolger Lord Eduard und Richard von Cornwall sich in der Gewalt der Barone befanden, wurde die Herrschaft Montforts durch zahlreiche der verbliebenen Anhänger des Königs bedroht, die nach Wales oder ins Exil geflohen waren. Die Königin sowie weitere Anhänger des Königs befanden sich in Frankreich. Die meisten Bischöfe unterstützten dagegen die Herrschaft der Barone. Zur Durchsetzung der Maßnahmen der Regierung erhielt Despenser eine aus 100 Rittern und Soldaten bestehenden Armee, mit der er offiziell Angriffe gegen die Kirche ahnden sollte. Despenser übernahm selbst die Kontrolle der wichtigen Burgen von Devizes, Oxford, Orford und Nottingham. Dazu war er für die Verteidigung der Küste von East Anglia verantwortlich. Als die direkte Gefahr einer Invasion durch die Anhänger des Königs nachließ, war er zunehmend an den Versuchen beteiligt, noch einen Ausgleich mit dem König zu erzielen. Am 24. September 1264 reiste Despenser als Gesandter der Barone nach Frankreich, wo er den päpstlichen Legaten Gui Foucois darüber informierte, dass die Regierung die Provisions of Oxford reformieren würde, sobald der König zusicherte, die wichtigsten Staatsämter mit Engländern anstelle mit Ausländern zu besetzen. Trotz dieser Verhandlungen wurde er als Mitglied der Regierung der Barone am 20. Oktober von dem Legaten exkommuniziert. 
Auch wenn Despenser außer seinem Gehalt keine Landgeschenke erhielt, profitierte er erheblich von seinen Ämtern. Zu günstigen Bedingungen konnte er im September 1264 die Vormundschaft des immer noch minderjährigen Henry de Lacy und die Verwaltung von dessen umfangreichen Ländereien erwerben. Die in der Schlacht von Lewes gefangen genommenen Barone Robert de Pierpoint und Marmaduke of Thwing ließ er erst nach Zahlung eines Lösegeldes frei, wobei das von Pierpont 700 Mark betrug. Als oberster Richter fällte er Urteile zugunsten der Familie von Simon de Montfort, beispielsweise verurteilte ein Gericht unter seinem Vorsitz am 30. Juni 1264 den Marcher Lord William de Briouze zur Zahlung einer Strafe von 10.000 Mark, da dieser während des Bürgerkriegs angeblich Güter von Simon de Montfort dem Jüngeren verwüstet hatte. Briouze sollte diese hohe Summe innerhalb von zehn Tagen bezahlen. Am 18. November 1264 wurde Despenser Mitglied des Komitees, das die Mitgift von Montforts Tochter Eleanor festlegen sollte, die mit Montforts Verbündeten Fürst Llywelyn von Wales verheiratet werden sollte. 
Nach der Flucht des Thronfolgers Lord Eduard im Mai 1265 versuchte Despenser mit John fitz John und anderen vergeblich, den Streit zwischen Montfort und Gilbert de Clare beizulegen, der Montforts Herrschaft erheblich schwächte. Im Sommer nahm er an dem Feldzug von Montfort in die Welsh Marches teil, bei dem sie von einem überlegenen Heer der Anhänger des Königs gestellt wurden. Despenser weigerte sich, zu flüchten und fiel in der Schlacht von Evesham, angeblich durch einen Dolchstoß des Marcher Lords Roger Mortimer. getötet. 

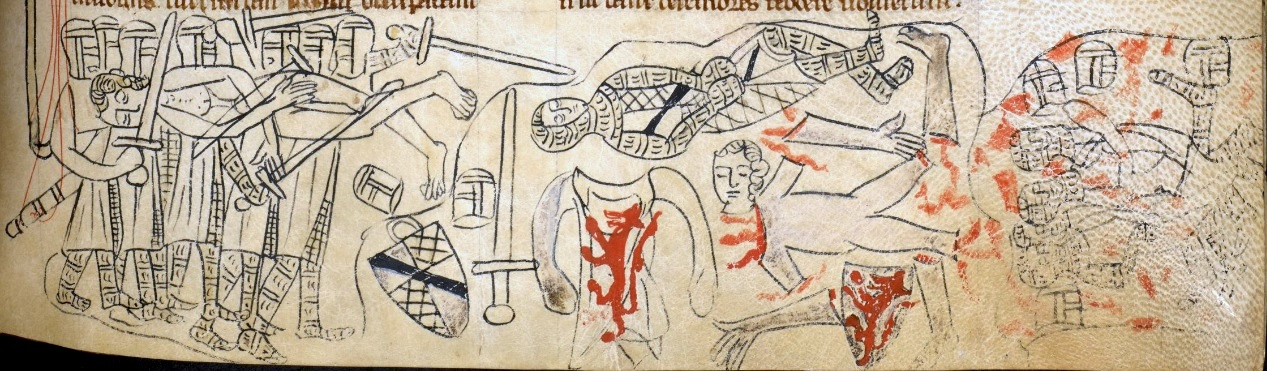
Darstellung der Schlacht von Evesham aus dem 13. Jahrhundert. In der Mitte oben ist der gefallene Hugh le Despenser zu sehen, links unter ihm sein Wappenschild.

Zusammen mit den Leichen Simons und Henrys de Montfort wurde er mit Erlaubnis des Königs in der nahe gelegenen Evesham Abbey bestattet. An seinem Grab sollen sich bald Wunder ereignet haben, unter anderem sollen Blinde geheilt worden sein. Seine Frau Alina nach der Niederlage der Barone flüchtete zu ihrem Vater. Sie heiratete in zweiter Ehe Roger Bigod, 5. Earl of Norfolk. Der siegreiche König vergab Despensers Ländereien an Philip Basset.

## Nachkommen
Mit seiner Frau Alina hatte Despenser mehrere Kinder, darunter:
- Eleanor le Despencer († 1328) ⚭ Sir Hugh de Courtenay, Lord of Okehampton (1249–1292)
- Joan le Despenser († 1354) ⚭ Thomas de Furnivall, 1. Baron Furnivall († 1332)
- Hugh le Despenser, 1. Earl of Winchester (1261–1326)

Sein Sohn Hugh erhielt 1281 die Besitzungen seines Vaters zurück.